# رود ویلوا
رود ویلوا (روسی: Вильва) یک رودخانه در سرزمین پرم کشور روسیه است.